# Alice Mabel Bacon
Alice Mabel Bacon, född 1858 i New Haven i Connecticut, död 1918, var en amerikansk författarinna. 
Hon var anställd som rådgivare till den japanska regeringen, O-yatoi Gaikokujin, under Meijirestaurationens moderniseringsprogram 1888–1891 och 1900–1902. Hon fungerade främst som rådgivare för utvecklingen av utbildning för kvinnor. Hon utgav flera verk om sin tid i Japan.